# Ресторан Морнар (Београд)
Ресторан Морнар отворен је око 1918. године. Налази се у Београду, у Дечанској улици број 2. Лоциран је преко пута Дома омладине.

## Историјат
Кафана се једини пут помиње 1918. године. Записано је само да се налази негде између Скадарлије и Палилуле. Многи могу да се запитају одакле морнар усред Београда. Постоји прича да је једном један морепловац и светски трговац чекао да му стигне позив за нову пловидбу у том ресторану, па је по њему и кафана добила назив. Колико је прича тачна, не постоје докази, али је ресторан и до данас задржао своје име.

## Понуда ресторана
Ресторан је познат по традиционалним куваним јелима, роштиљу, стековима. Капацитет сале је 70 места. У ресторану се служе гурманска јела и више пута је понео ласкаву титулу најгурманскијег ресторана у Београду. Због назива ресторана, многи могу да помисле како се ту служе углавном рибљи специјалитети. Ипак, понуда рибе чини тек 10% понуде ресторана.

## Смена генерација
У ресторану се смењују генерације гостију. Они старији долазе по дану, а млађи се окупљају увече. Често и попију по неко пиће и планирају где би могли даље да иду у ноћни живот.